# Миллер, Альберт
А́льберт Ба́рри Ми́ллер (англ. Albert Barry Miller, 12 декабря 1957, Касаву, Фиджи) — фиджийский легкоатлет, выступавший в барьерном беге и десятиборье. Участник летних Олимпийских игр 1984, 1988 и 1992 годов, трёхкратный чемпион Южнотихоокеанских игр 1983, 1987 и 1991 годов, серебряный призёр Южнотихоокеанских игр 1995 года.

## Биография
Альберт Миллер родился 12 декабря 1957 года в фиджийском населённом пункте Касаву.
В 1984 году вошёл в состав сборной Фиджи на летних Олимпийских играх в Лос-Анджелесе. Выступал в десятиборье, но после седьмого вида (метания диска) не смог продолжать участие.
В 1988 году вошёл в состав сборной Фиджи на летних Олимпийских играх в Сеуле. В беге на 110 метров с барьерами занял в забеге 1/8 финала последнее, 7-е место, показав результат 14,86 секунды и уступив 8 десятых попавшему в четвертьфинал с 5-го места Киму Джин Тэ из Южной Кореи. В десятиборье занял 32-е место, набрав 7016 очков и уступив 1472 очка победителю Кристиану Шенку из ГДР.
В 1992 году вошёл в состав сборной Фиджи на летних Олимпийских играх в Барселоне. В беге на 110 метров с барьерами занял в забеге 1/8 финала последнее, 8-е место, показав результат 14,88 секунды и уступив 0,97 секунды попавшему в четвертьфинал с 6-го места Ричарду Бакнору с Ямайки. В десятиборье занял 24-е место, набрав 6971 очко и уступив 1640 очков победителю Роберту Змелику из Чехо-Словакии.
Завоевал четыре медали Тихоокеанских игр в десятиборье — золото в 1983, 1987 и 1991 годах, серебро в 1995 году.
Занимает пост почётного секретаря Федерации лёгкой атлетики Фиджи.

## Личные рекорды
- Бег на 100 метров с барьерами — 14,3 (1983)[8]
- Десятиборье — 7397 (1983)[8]

## Увековечение
В 2007 году введён в Зал спортивной славы Фиджи.